# As Gatinhas
As Gatinhas é um filme brasileiro de 1970, do gênero comédia, dirigido por Astolfo Araújo.

## Prêmios e indicações
| Evento/Prêmio           | Categoria    | Recipiente    | Resultado |
| ----------------------- | ------------ | ------------- | --------- |
| Prêmio Air France 1970  | Melhor atriz | Joana Fomm    | Venceu    |
| Festival de Santos 1970 | Melhor ator  | Sérgio Hingst | Venceu    |
| Festival de Santos 1970 | Melhor atriz | Joana Fomm    | Venceu    |

## Elenco
- Joana Fomm ..... Sílvia[2]
- Adriana Prieto ..... Lílian[2]
- Sérgio Hingst ..... Alexandre[2]
- Bárbara Fazio ..... Elisa[2]
- Miguel Di Pietro ..... Eduardo[2]
- Francisco Cúrcio ..... gerente do banco[2]
- Maurício do Valle ..... conquistador[2]
- Ewerton de Castro ..... bancário[2]
- Gilberto Sálvio ..... corretor[2]
- Paulo Gaeta .... conquistador[2]
- Alfredo Palácios ..... corretor[2]
- Anita Landerset[2]
- Antônio Meliande[2]
- Rubens Ewald Filho[2]
- Nize Silva[2]
- Ella Durst[2]

## Sinopse
Sempre socorrendo o filho das falcatruas que comete, um corretor de imóveis com dificuldades financeiras se envolve numa trama de sedução e erotismo tramada pelo filho e duas moças vigaristas.